# Ganden Phodang
Ganden Phodrang eller Ganden Podrang (tibetansk: དགའ་ ལྡན་ ཕོ་ བྲང, Wylie: dGa 'ldan pho brang, Lhasa dialekt IPA: kɑtɛ pʰóʈɑŋ; Kinesisk: 甘 丹 頗 章; pinyin: Gāndān Pōzhāng) var den tibetanske regering, der var blev oprettet af 5. Dalai Lama med hjælp fra Güshi Khan fra Khoshut i 1642. Lhasa blev hovedstaden i Tibet i begyndelsen af denne periode, med al den tidlige magt tildelt den 5. Dalai Lama af Güshi Khan i Shigatse. Efter udvisningen af dzungarerne var Tibet under formelt styre under Qing-dynastiet mellem 1720 og 1912, men Ganden Phodrang-regeringen varede indtil 1950'erne, da Tibet blev indlemmet i Folkerepublikken Kina. Kashag blev det styrende råd i Ganden Phodrang-regimet under det tidlige Qing-styre.

## Historie
Altan Khan fra Tümed-mongolerne valgte Gelug-skolen indenfor tibetansk buddhisme som sin buddhistiske tro. I 1577 inviterede han lederen af denne orden, Sonam Gyatso, til at komme til Mongoliet og undervise sit folk. Han betegnede Sonam Gyatso som "Dalai" (en oversættelse til mongolsk af navnet Gyatso, der betyder "hav"). Som følge heraf blev Sonam Gyatso kendt som Dalai Lama. Da denne titel også blev posthumt givet til Gendun Drup og Gendun Gyatso, som blev betragtet som Sonam Gyatsos tidligere inkarnationer, blev Sonam Gyatso anerkendt som værende allerede den 3. Dalai Lama.
Den 5. Dalai Lama (1642-1682) er kendt for at forene det tibetanske kerneland under kontrol af Gelugskolen af tibetansk buddhisme efter at have besejret rivaliserende Kagyu og Jonang-sekter og den sekulære hersker, Tsangpa-fyrsten, i en længerevarende borgerkrig. Hans indsats lykkedes delvis på grund af hjælp fra Güshi Khan, Oirat-lederen, der etablerede Khoshut-khanatet. Med Güshi Khan som en protektor fuldstændig uden indblanding, som havde overdraget hele autoriteten til Dalai Lama til hele Tibet ved en ceremoni på Trashilhünpo-klosteret i Shigatse, oprettede den 5. Dalai Lama og hans nærtstående en civil administration, der henvises til af historikere som Lhasa-staten. Al magt og myndighed lå i Dalai Lamas hænder helt frem til hans død, og Güshi Khan blandede sig ikke administrationen eller forsøgte at kontrollere dens politikker. Den centrale ledelse for denne regering benævnes også "Ganden Phodrang" eller "Ganden Podrang", hvilket er afledt af navnet på Dalai Lamas ejendom ved Drepung-klosteret.
Den 5. Dalai Lama indledte opførelsen af Potala-paladset i Lhasa og flyttede regeringscentret dertil fra Drepung. Det forblev Dalai Lamas vigtigste opholdssted indtil den 14. Dalai Lama flygtede til Indien efter det tibetanske oprør i 1959.
I 1717 blev Khoshut Khanats sidste khan, Lha-bzang Khan, dræbt af de mongolske styrker fra Dzungar-khanatet, der invaderede Lhasa. Dzungar-styrkerne blev på sin side fordrevet af ekspeditionsstyrker fra Qing-dynastiet fra Tibet i 1720, hvorved fællesskabet for Tibet med Qing-dynastiet begyndte.
Kashag, det styrende råd i Tibet, blev oprettet i 1721 og blev indsat af Qianlong-kejseren af Qing-dynastiet i 1751. I dette år blev den tibetanske regering reorganiseret efter opstanderne i Lhasa det foregående år.
De første europæere, der ankom til Tibet, var de portugisiske missionærer António de Andrade og Manuel Marques i 1624. De blev hilst velkommen af kongen og dronningen af Guge og fik lov til at opbygge en kirke og indføre den kristne tro. Kongen af Guge accepterede ivrig kristendommen som et modspil for religiøs indflydelse for at afveje den blomstrende Gelugpa, modarbejde sine potentielle rivaler og konsolidere sin position. I 1745 blev alle missionærerne imidlertid udvist igen.
Efter Qing-dynastiets fald i 1911 erklærede den 13. Dalai Lama sig som hersker af et uafhængigt Tibet. Tibet blev betragtet af Republikken Kina som en del af den nye republik, som gav Tibet status som et "område". Dette ville vare indtil 1950'erne, da Tibet blev indlemmet i Folkerepublikken Kina. Statsstrukturen forblev på plads i et par år, men blev formelt opløst i 1959 efter det tibetanske oprør i 1959. Den autonome region i Tibet blev oprettet af Kina i 1965 ud fra en del af det tibetanske etno-kulturelle område. Den centrale tibetanske administration blev etableret af den 14. Dalai Lama og blev henlagt til McLeod Ganj i Indien efter 1959.